# Telèfon
El telèfon (del grec τῆλε, tēle, llunyà i φωνή, phōnē, veu) és un dispositiu de telecomunicacions que s'usa per transmetre i rebre so (normalment veu) a través de llargues distàncies. Normalment la conversa és entre dues persones, tot i que ocasionalment pot haver-n'hi tres o més. El telèfon és un dels electrodomèstics més comuns. La majoria de telèfons funcionen sobre una complexa Xarxa Telefònica Commutada.
Va ser inventat per Antonio Meucci, qui el 1854 va construir el seu primer prototip, encara que no el va patentar per dificultats econòmiques, presentant només una breu descripció de l'invent a l'Oficina de Patents dels Estats Units el 1871. Entre les dues dates, el 1861, Johann Philipp Reis ja havia desenvolupat un altre prototip independentment, per tant la sol·licitud de Meucci va arribar tard.
Pocs anys després, el 1876, Alexander Graham Bell va ser el primer en patentar-ho formalment, i durant molts anys, amb Elisha Gray, van ser considerats els inventors del telèfon.
L'11 de juny del 2002, el Congrés dels Estats Units d'Amèrica va aprovar la resolució 269, en la qual es reconeix que el verdader inventor del telèfon va ser Antonio Meucci, qui el va nomenar teletròfon.
Inicialment transmetien el so mitjançant un senyal d'àudio que es codificava en un senyal elèctric analògic, a través de cables de coure. Avui dia han evolucionat fins als telèfons mòbils, que duen el senyal usant l'aire com a medi físic, en forma d'ones hertzianes, i que codifiquen el senyal d'àudio de forma digital, que permet major compressió, correcció d'errors, etc.

## Funcionament bàsic
El telèfon és un aparell que transmet el so a través d'un micròfon, que converteix el so en senyals elèctrics, de manera que poden transmetre's a un receptor en forma d'ona sonora.
El telèfon es compon històricament de dos blocs:
- Una base, que conté els elements funcionals per transmetre la veu i de donar l'avís de trucada entrant i l'inici de les trucades sortints.
- Un mànec amb un altaveu i un micròfon amb què es poden intercanviar sons a través de la xarxa telefònica. El conjunt micròfon-altaveu es troba disposat de manera que sigui fàcil la col·locació per tal de cobrir els dos òrgans emissor i receptor de la comunicació: la boca i l'orella, respectivament.

La conversió d'ones mecàniques de so es pot realitzar gràcies a diferents tecnologies, aprofitant els diferents efectes físics que poden causar les vibracions sonores. Alguns exemples d'aquestes tecnologies són:
- Micròfon de carboni, on es fa variar una resistència elèctrica per l'acció de les ones mecàniques.
- Micròfon piezoelèctric on es produeixen tensions elèctriques variants segons les vibracions rebudes.
- Micròfon de principi electroestàtic (electret).
- Altres arranjaments de tipus electromagnètic, on l'oscil·lació d'un conjunt membrana-bobina pot convertir les ones rebudes en un senyal elèctric.

D'altra banda, per tal de rebre la comunicació, sol fer-se ús d'una membrana amb bobina (transductor electromagnètic). També ara es fan servir petits altaveus fent servir només efectes elèctrics sobre els materials, com és clar en el cas de la piezoelectricitat. L'ús de convertidors, depèn de l'any de construcció i del preu de l'instrument.
Les comunicacions telefòniques prenen l'avantatge tècnic de la limitació en freqüència de les comunicacions humanes. En efecte, la freqüència de transmissió del so de la veu no coincideix amb tot l'espectre audible pels humans, és a dir, que les freqüències que es fan servir al parlar es troben acotades dins de l'ample de freqüències audible. D'aquesta manera, l'adequada intel·ligibilitat es pot garantir transmetent una amplada de banda des d'uns 300 d'Hz fins a uns 3400 Hz en el marge superior, segons es va desprendre en els amplis estudis duts a terme al començament de l'ús d'aquesta tecnologia. De fet, la veu humana oscil·la entre una freqüència de 200 Hz i 4000 Hz. En la pràctica es fa servir una amplada de banda d'uns 4 kHz deixant certs marges per tal d'abastar tot l'espectre d'intel·ligibilitat.
Altres components de control per tal de realitzar connexions, són el ganxo per tal de penjar i el teclat numèric de botons que serveixen per a fer connexions automàtiques o semiautomàtiques. En un principi, segons la tecnologia, també hi havia el generador manual per a enviar el senyal de connexió.

### Establiment de trucades
Els sistemes moderns de telèfon fan servir un sistema numèric d'adreçament, anomenats normalment número. El sistema reconeix la destinació de la trucada basant-se en la seqüència de nombres marcats, que en alguns casos pot anar precedit de prefixos apropiats. Per iniciar una trucada local sol ser suficient amb marcar el número, que està necessàriament precedit pel prefix de la zona. Per altra banda, en el cas dels números de les trucades internacionals, és necessari afegir 00 (sovint la seqüència 00 es mostra amb un +), seguit del codi del país de destinació i de la resta del número de telèfon. Vegeu la llista de prefixos internacionals de telèfon per obtenir una llista dels països directament accessibles per la marcació d'un codi.

## Connexions telefòniques

### Telefonia manual

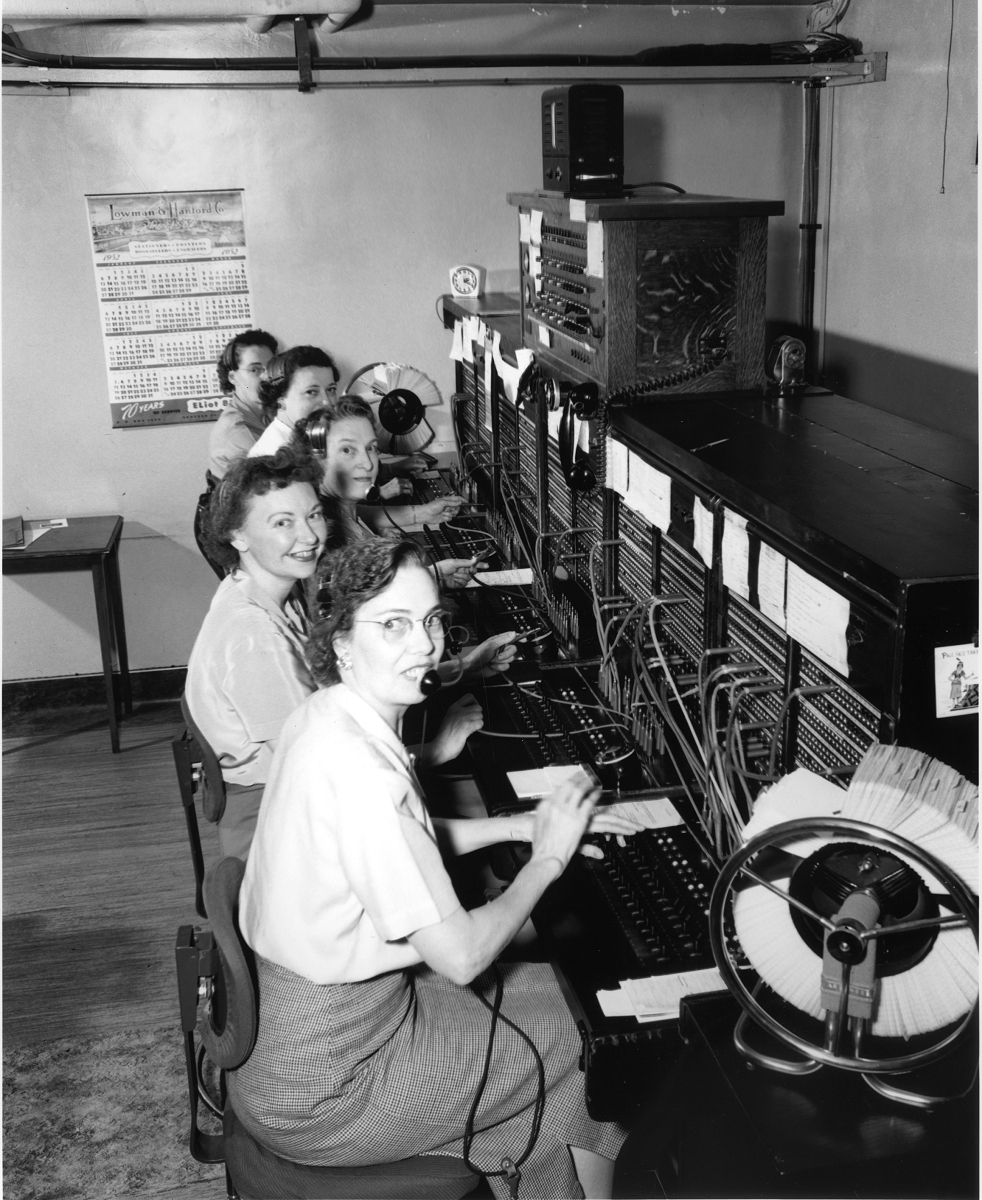
Central telefònica de connexions manuals. El personal d'operacions feia connexions segons rebien la informació directament de l'usuari.

Al seu començament, la xarxa telefònica era totalment manual. Les trucades es realitzaven de la següent manera:
- La persona usuària despenja el telèfon
- Aquesta acció provoca l'aparició d'un avís a la central, mitjançant un indicador lluminós
- Un operador o operadora respon per tal d'anotar el número de telèfon amb què es vol contactar segons:
  - Si el número corresponent depèn de la mateixa central, aleshores la connexió es farà en 'local'.
  - Si no, l'operador o operadora truca a la central corresponent per tractar de fer l'enllaç amb la persona trucada.
- Una vegada la trucada s'ha connectat, es permet la comunicació entre les persones per part de les dues centrals.

El botó de trucada, ha estat progressivament reemplaçat per una manovella. El seu rol és de produir una tensió elèctrica destinada a fer saltar l'avís anunciador de la central. L'avantatge respecte al botó de trucada és la supressió d'una de les piles incorporades a l'aparell de l'usuari, ja que el manteniment era particularment costós.

### Telefonia automàtica
L'avantatge del telèfon automàtic és la possibilitat de trucar directament a l'altre usuari sense haver de parlar amb l'operador. Al despenjar l'usuari l'auricular del seu telèfon transmet directament a una màquina que, amb l'ajuda d'un teclat numèric, registra una sèrie de xifres que identifiquen el seu interlocutor (el seu número de telèfon).

## Mitjans de transmissió

### Xarxa telefònica per cable

Classificació de centrals de la xarxa PSTN nord-americana planificada per AT&T. Pot donar una visió de la mena de topologia que té una Xarxa Telefònica Commutada.

La xarxa que connecta junts la majoria dels telèfons es diu Xarxa Telefònica Commutada o Xarxa Telefònica Bàsica (XTC o XTB, encara que sovint es fa servir l'acrònim anglès PSTN).
La xarxa telefònica fixa consta d'una infraestructura de cables de coure, que formen un circuit entre l'abonat i la interfície amb la línia d'abonat.
En general, cada parell de coure es connecta a una capsa d'adaptació a la xarxa situada a l'exterior de la casa o a un quadre de connexions situat al carrer, que pot muntar-se sobre una paret o sobre un pal. Els quadres de connexions tenen forma d'armari i poden ser molt complexos, especialment en zones amb alta densitat d'abonats. Aquestos quadres serveixen per connectar-se i traçar les connexions amb la central telefònica.
Tècnicament la topologia d'agrupació d'usuaris abonats d'una xarxa telefònica es fa definint, en primer nivell, les centrals locals, incloent-hi les anomenades Centrals Urbanes o també Centrals Terminals segons l'àmbit demogràfic d'usuaris englobats dins la central.
Més enllà del primer nivell de centrals connectades directament als usuaris, la xarxa telefònica es distribueix en Centrals Primàries, Secundàries i Terciàries, i, finalment: Centrals de Trànsit, que serveixen com a element d'unió o concentradors entre centrals d'aquest nivell.
Per a fer les connexions solen fer-se servir un cable parell i trenat de coure apantallat o cables coaxials de coure, que permeten eliminar el soroll i transportar el corrent continu per tal de proporcionar l'electricitat necessària per a les comunicacions. La línia telefònica subministra 48 V per tal de fer funcionar els circuits del telèfon.
La línia de telèfon analògica treballa amb freqüències d'entre 300 Hz i 3,4 kHz, de manera que les freqüències més altes que passen d'aquesta banda són filtrades mitjançant un filtre passabaix. De fet, els senyals analògics es transporten a les xarxes primàries com un flux de dades digitals que es realitza amb una freqüència de mostreig de 8 kHz (8000 mostres per segon per tal de fer la digitalització de la veu), necessària per a digitalitzar senyals de veu de 4 kHz, com a mínim doblant la freqüència (d'aquí el fet de fer servir 8 kHz per a les comunicacions bàsiques de telèfon).
La línia té una connexió específica entre l'usuari i la central telefònica local. Els circuits que permeten les connexions entre plantes i els armaris, i entre les diferents estacions pot transmetre en analògic o digital. El medi físic gràcies al qual es permet la transmissió pot ser el cable de coure, del que s'ha parlat fins ara, o també es poden fer servir alternatives segons si es tracta de solucions tècnicament més viables segons el cas, com per exemple, l'ús de comunicacions per fibra òptica o bé mitjançant enllaços de ràdio. Al costat de l'usuari sol habilitar-se una connexió RJ11, que serveix per comunicar amb l'aparell.
Les grans empreses i les institucions utilitzen sovint una Central Privada d'Autocommutació o PBX (de l'anglès Private Branch eXchange. Aquest forma veritables centrals telefòniques, que estableixen un nombre específic per als telèfons interns, en general, assolits tal com es deriven de la línia telefònica pública. Algunes de les grans companyies utilitzen una xarxa entre les diferents unitats locals.
La majoria de sistemes de la Xarxa Telefònica Commutada fan servir una connexió analògica entre aquesta i el telèfon local. Quan s'utilitza una connexió digital per a un sistema de telèfon únic, generalment es fa servir una XDSI (Xarxa Digital de Serveis Integrats).
Entre les diverses centrals de la XTC, el sistema de senyalització més popular és el Signalling System 7 (SS7).

### Xarxa de telefonia mòbil

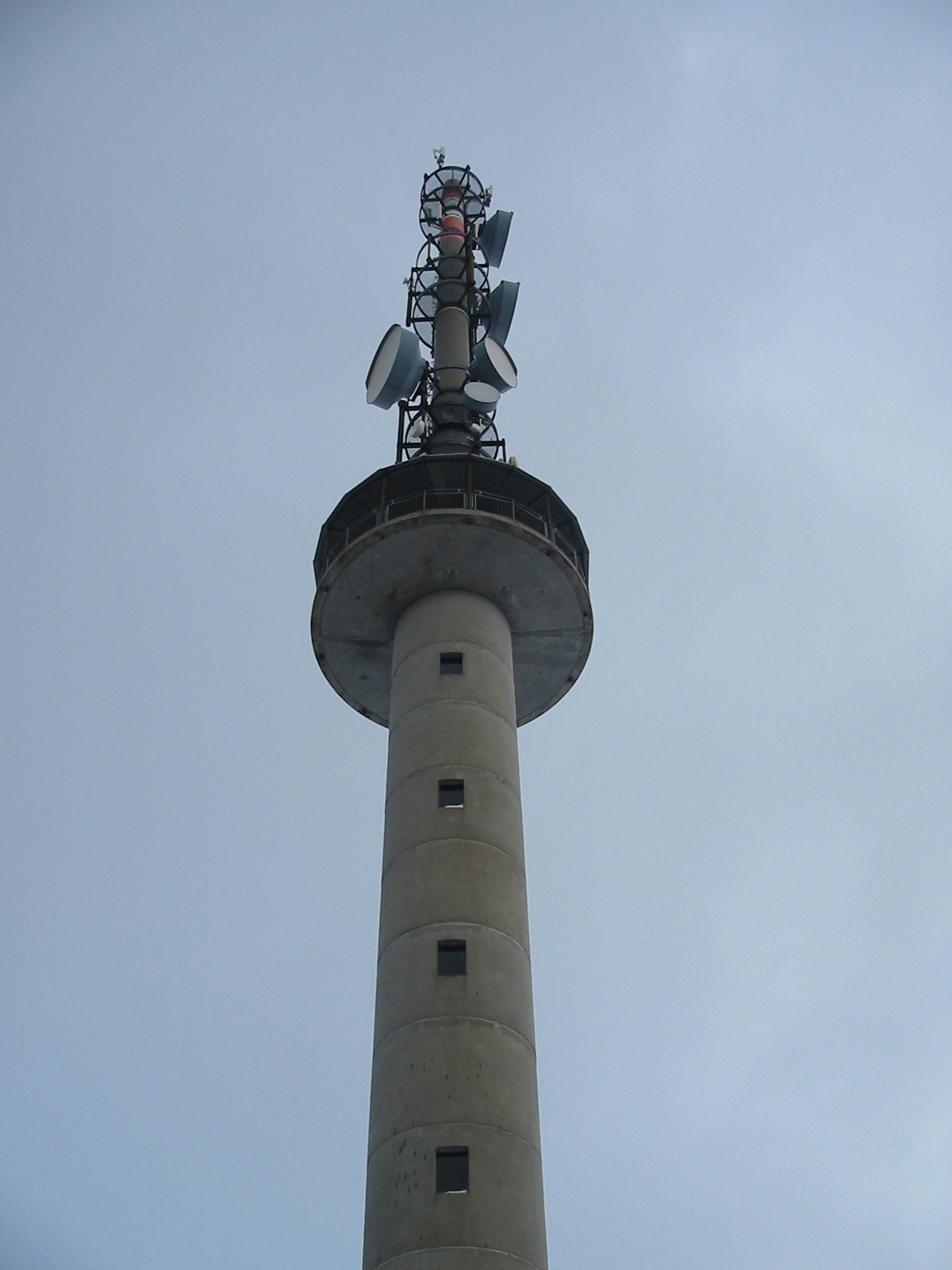
Torre de telefonia cel·lular Gräbersberg situada a prop d'Alpenrod, Westerwald, Rheinland-Pfalz, Alemanya.

Esquema de reutilització de freqüències zonal a la xarxa de telefonia cel·lular. Notar que els veïns directes mai fan servir la mateixa freqüència.

El sistema de telefonia mòbil modern es caracteritza per estar basada en l'ús de la cel·la, que ve implícitament implicada en la tecnologia de la telefonia cel·lular. Les ones de ràdio són utilitzades per tal d'instaurar les comunicacions entre l'aparell, que comunament és anomenat mòbil, i una estació de ràdio, dotada d'un cert nombre de cel·les, cadascuna amb múltiples canals. Tals estacions comuniquen amb la xarxa de telefonia pública de diferents maneres, ja sigui mitjançant cables de coure o de fibra òptica o bé amb un pont de transmissió de dades via ràdio.
Quan la terminal s'allunya massa d'una estació base de ràdio, el sistema fa una recerca automàtica d'una cel·la més propera, de manera que s'adapta la comunicació amb aquesta, sense interrupció de la trucada.
La telefonia cel·lular fa servir les cel·les perquè les freqüències de ràdio són limitades i han de ser compartides entre diversos usuaris. Les estacions base de ràdio i els telèfons mòbils utilitzen transmissors de baixa potència per tal de limitar les interferències i permetre l'existència de múltiples trucades per a la seva utilització per part de tots els usuaris. L'ús de potències limitades també permet augmentar la durada de la bateria i reduir els possibles efectes negatius de les emissions electromagnètiques de certa potència.

### Transmissió per satèl·lit
Des de 1982, és possible la connexió de telèfons via satèl·lit, un sistema que permetria parlar per telèfon a tot el món sense necessitat d'una infraestructura terrestre al posar-se en marxa el satèl·lit INMARSAT.

### Transmissió per aire de línies estacionàries
Existeixen casos particulars, en telefonia fixa, en els quals la connexió amb la central es fa per medis radioelèctrics, com és el cas de la telefonia rural mitjançant accés cel·lular, en la qual s'utilitza part de la infraestructura de telefonia mòbil per facilitar-hi servei telefònic a zones de difícil accés per les línies convencionals de fil de coure.

## Orígens

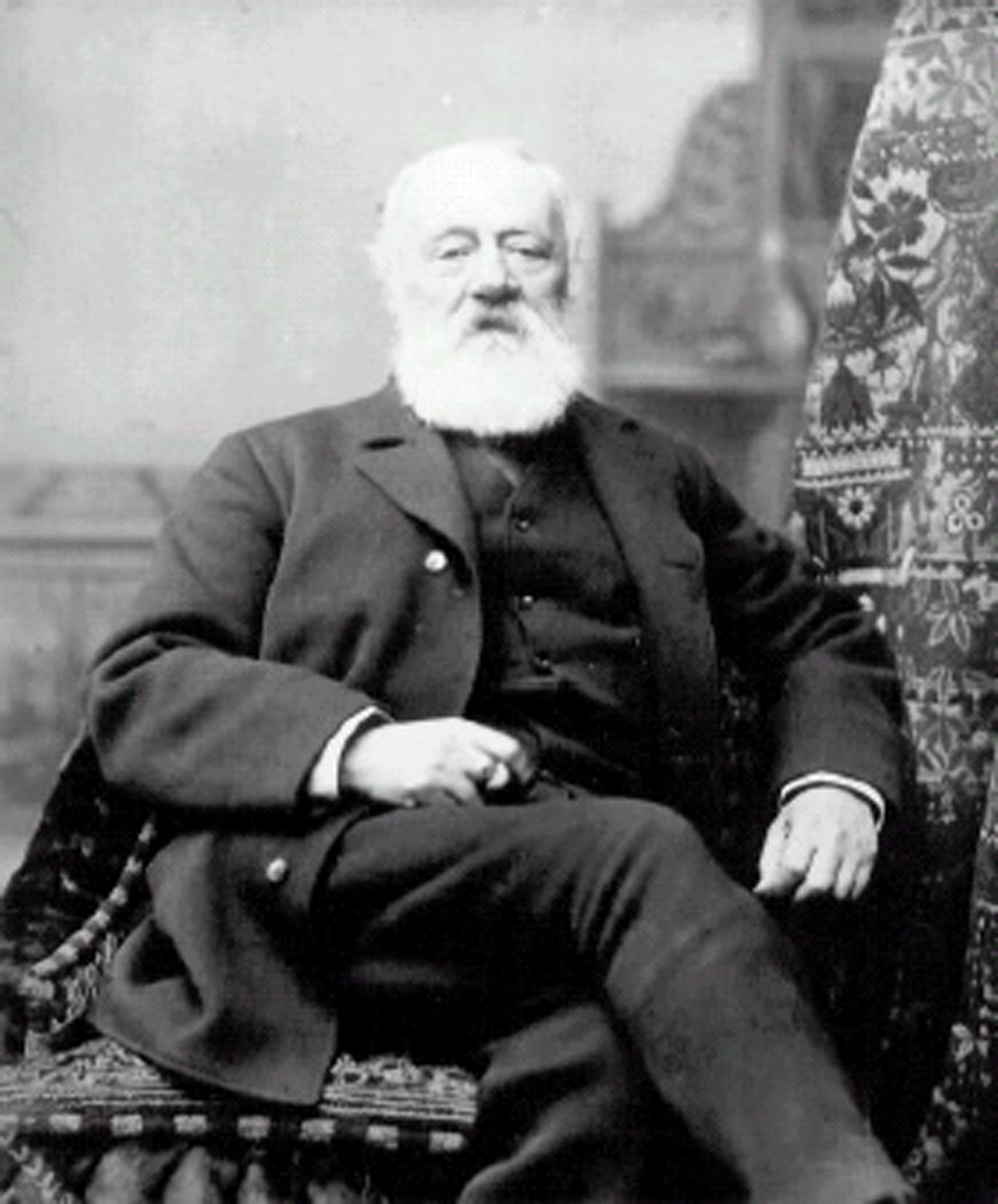
Antonio Meucci
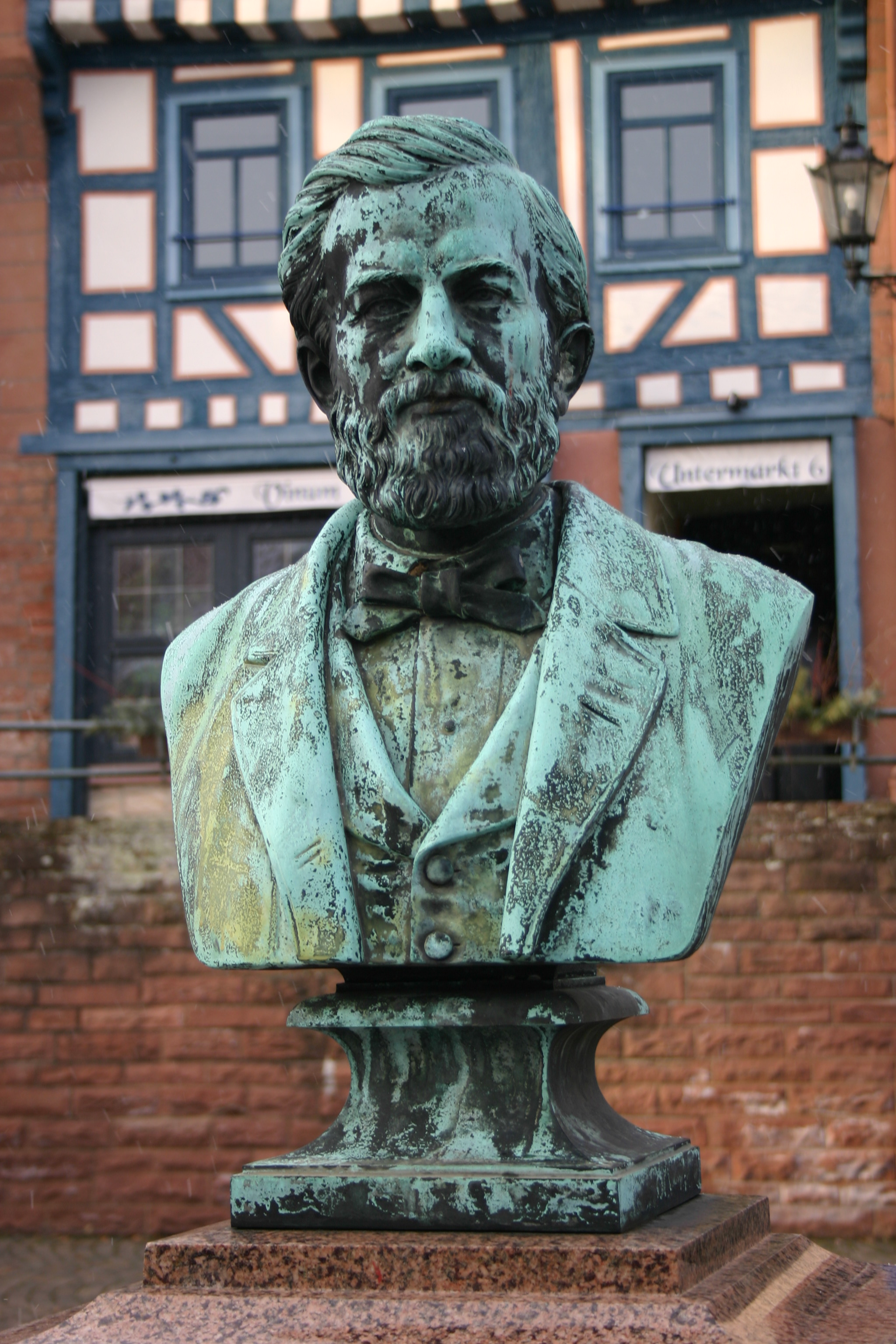
Escultura d'en Johann Philipp Reis
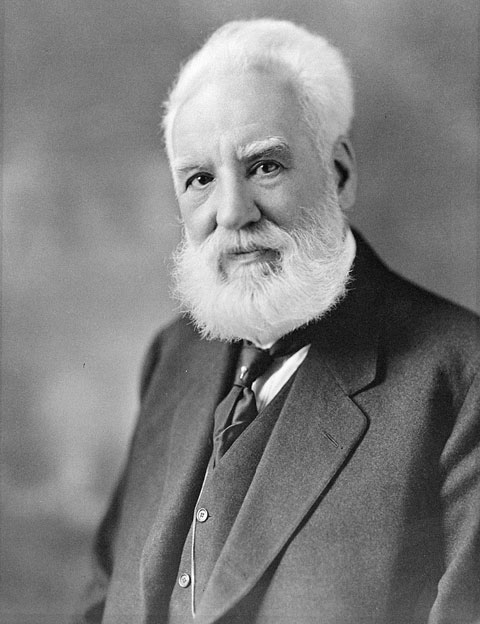
Alexander Graham Bell

El telèfon és un aparell amb moltes contribucions, tant en la fase de concepció com en la de millora i la seva paternitat va ser i continua sent objecte de nombroses controvèrsies.
L'any 1854, l'inventor francès Charles Bourseul va plantejar la possibilitat d'utilitzar les vibracions causades per la veu sobre un disc flexible o diafragma, per tal d'activar i desactivar un circuit elèctric i produir unes vibracions similars en un diafragma situat en un lloc allunyat, que reproduiria el so original.
Anys més tard, el físic alemany Johann Philip Reis, va inventar un instrument que era capaç de transmetre notes musicals, però no de reproduir la veu humana. Philip Reis, en un comunicat a la Societat de Física de Frankfurt del Main, el 26 d'octubre de 1861, va fer servir la paraula telèfon. El 1863, l'aparell experimental ja era capaç de transmetre la veu amb bona qualitat, encara que de baixa intensitat.
Actualment es considera Antonio Meucci, un italià (resident a Cuba), va inventar el telèfon uns anys abans que Graham i Elisha. Antonio Meucci havia fabricat diversos aparells telefònics entre 1849 i 1870, i va presentar una descripció de la patent 28 de desembre 1870. Segons els informes, va donar documentació detallada dels seus prototips a Edward B. Grant, vicepresident de l'American District Telegraph Company de Nova York, qui després va perdre aquesta documentació en el laboratori on treballava Graham Bell. D'aquesta manera l'11 de juny del 2002, el Congrés dels Estats Units d'Amèrica va reconèixer, històricament, a Antonio Meucci la paternitat del telèfon, subratllant que "si Meucci hagués estat capaç de pagar la quota de $ 10 per mantenir formalment la patent després de 1874, les patents del telèfon no hagueren estat emeses a favor de Bell". No obstant això, durant molts anys s'ha atribuït la invenció a Alexander Graham Bell, físic i inventor estatunidenc d'origen escocès, mentre treballava en la transmissió de sons per sords, va descobrir que modificant un corrent elèctric continu, es podien imitar les vibracions que produeix la veu humana.

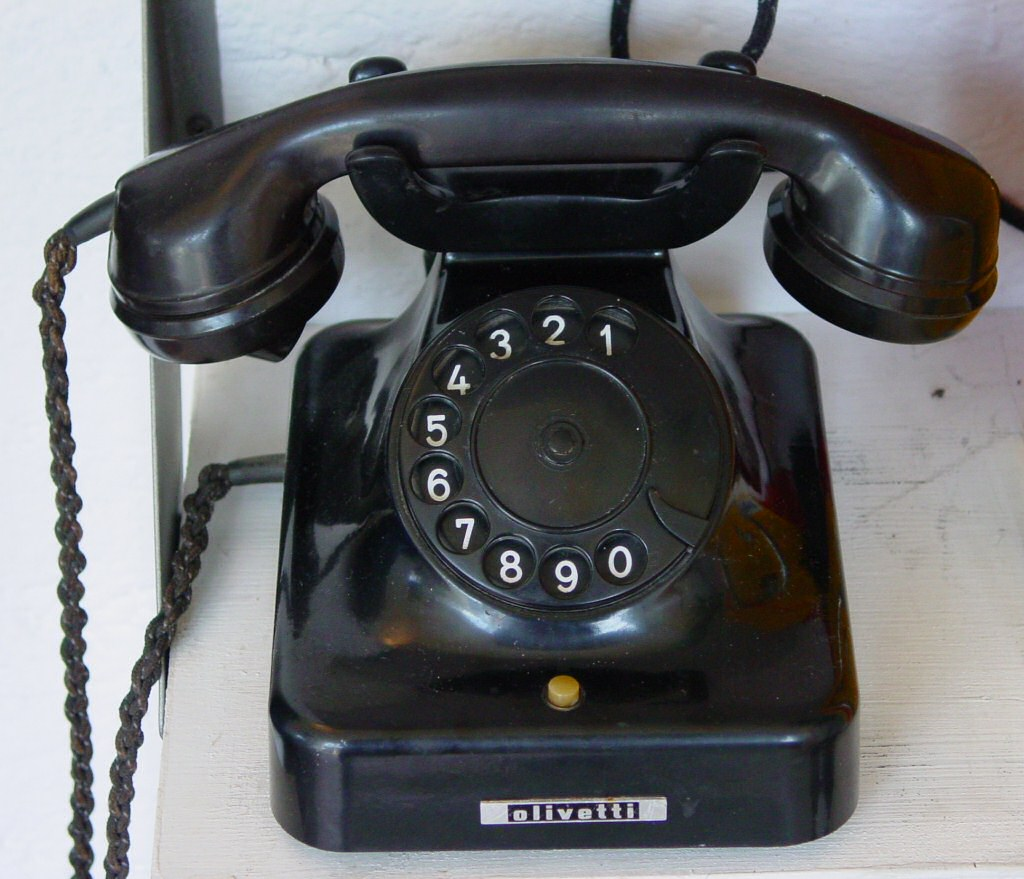
Telèfon de disc.

L'any 1876 va patentar un equip que podia transmetre la veu a través d'un cable al que va batejar amb el nom de telèfon. Si bé és cert que va ser el primer a patentar l'invent i, per tant, s'enduu el reconeixement, recentment s'ha esclarit que possiblement copiés la patent d'Elisha Gray, que treballava independentment en la costa Oest. Elisha Gray havia demanat una patent per a una invenció equivalent dues hores abans, el mateix dia en què Graham Bell també ho va fer. La patent de Bell, però, va ser examinada immediatament, a petició del seu advocat, mentre que la de Gray no va ser examinada fins a l'endemà. Totes les demandes presentades per ell per tal de reconèixer la seva paternitat van ser resoltes, però, mitjançant un anunci que expressava la negativa a la seva proposta, de manera que la paternitat de la invenció es va atribuir oficialment a Alexander Graham Bell.
A Catalunya, la història de la telefonia s'inicia el 16 de desembre de 1877 tingué lloc la primera comunicació telefònica als Països Catalans i també de la península ibèrica, entre dues sales de l'Escola Industrial de Barcelona.

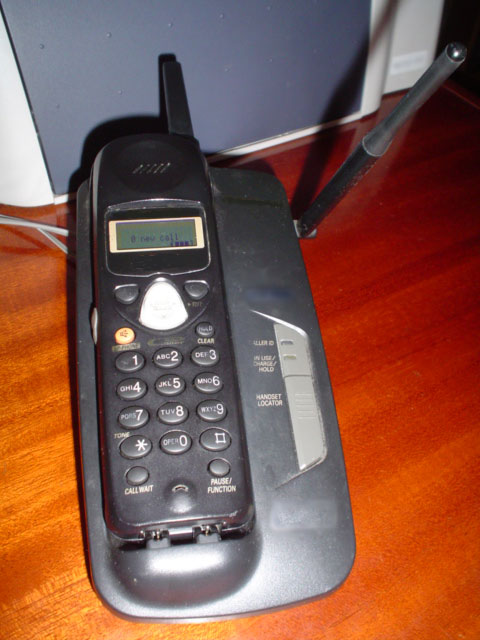
Telèfon sense fils

La telefonia automàtica fou inventada per Almon Strowger, als Estats Units vers 1891. Aquest emprenedor de les funeràries, que sospitava que el personal operador de les centrals privilegiava a la seva competència, volia eliminar les operacions manuals en el procés d'establiment d'una comunicació.
La telefonia mòbil fou desenvolupada als anys 1950 als Estats Units. Les primeres xarxes necessitaven fixar una freqüència per a la comunicació, i els sectors geogràfics eren molt grans (pocs abonats per unitat de superfície). Posteriorment, les xarxes mòbils van permetre un ús més eficient de les freqüències, cosa que augmentava considerablement la capacitat de les xarxes.

## Cronologia de l'evolució del telèfon

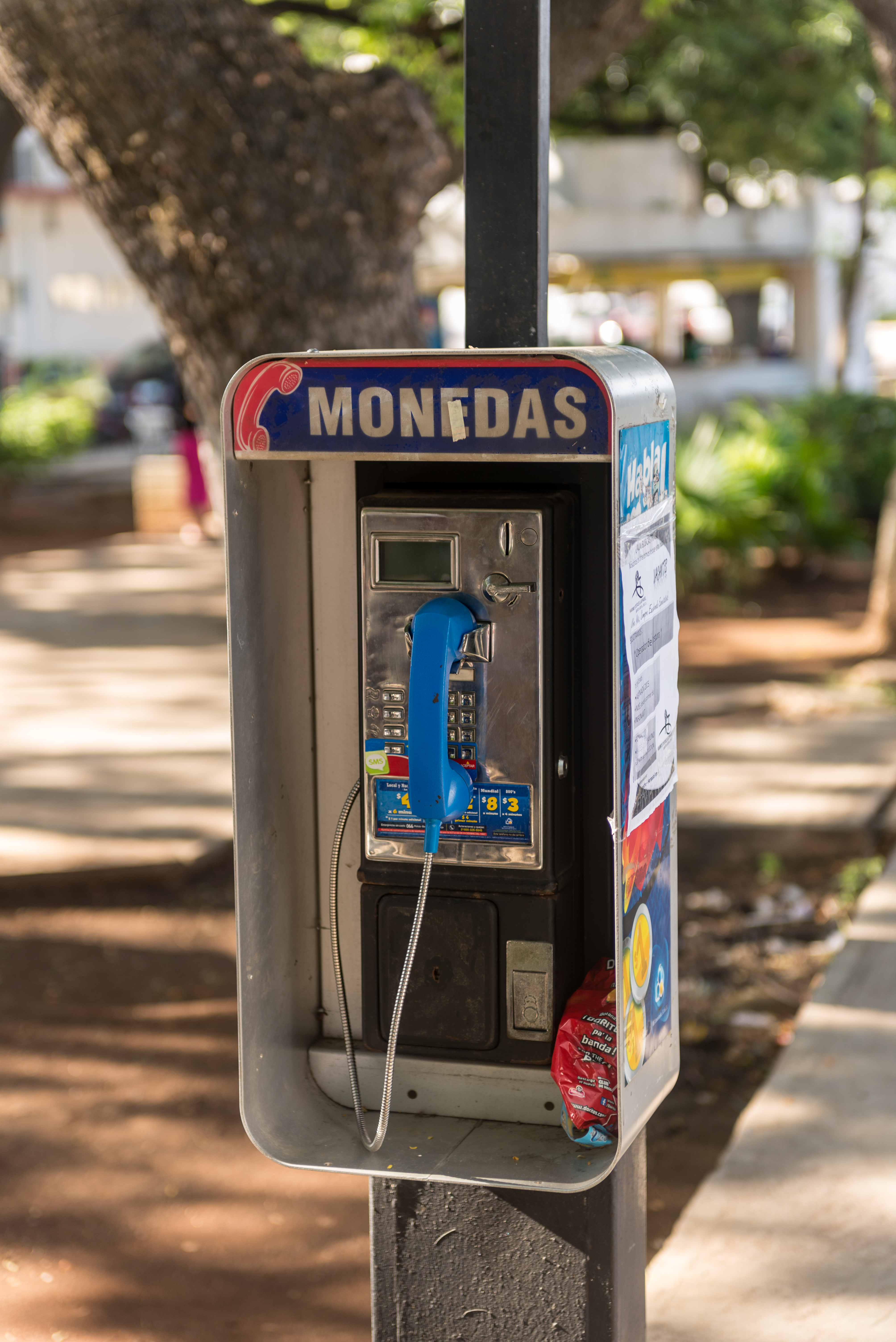
Telèfon públics en 2015 a Campeche (Mèxic).

Des del seu concepte original s'han anat introduint millores successives, tant en el mateix aparell telefònic com en els mètodes i sistemes d'explotació de la xarxa.
Pel que es refereix al mateix aparell telefònic, cal esmentar diverses coses:
- Octubre de 1876: Thomas Edison assaja el seu primer micròfon de carboni. La introducció del micròfon de carboni, que augmentava de forma considerable la potència emesa i, per tant, l'abast màxim de la comunicació.
- 1892: Instal·lació del primer dispositiu de marcació basat en la patent d'Almon Strowger el 1891. Desenvolupament del denominat disc de marcar.
- 1920: Introducció del dispositiu antilocal, inventat per George Ashley Campbell, per evitar la pertorbació en l'audició causada pel soroll ambient del local on està instal·lat el telèfon.[14]
- 1941: La marcació per tons multifreqüència introduïda per a operadors a Baltimore, Maryland.
- 1962: Es desenvolupa el micròfon d'electret, pràcticament utilitzat en tots els aparells moderns, que millora de forma considerable la qualitat del so.

Pel que fa als mètodes i sistemes d'explotació de la xarxa telefònica, cal senyalar en especial la de la telefonia fixa o convencional, que és aquella que fa referència a les línies i equips que s'encarreguen de la comunicació entre terminals telefòniques no portables, i generalment enllaçades entre elles o amb la central per mitjà de conductors metàl·lics:
- 1876: L'hongarès Tivadar Puskas va inventar el panell de connexions telefònic (treballant després per Edison). Donant lloc a la central telefònica de commutació manual per la interconnexió mitjançant la intervenció d'un operador de diversos telèfons, creant d'aquesta forma un primer model de xarxa.
- 10 de març de 1891: Almon Strowger patenta el primer commutador de telèfon automàtic, cosa que dona lloc a l'aparició de les centrals telefòniques de commutació automàtica, constituïdes mitjançant dispositius electromecànics.
- Les centrals de commutació automàtica electromecàniques, però controlades per computadora.
- Les centrals digitals de commutació automàtica totalment electròniques i controlades per ordinador, la pràctica totalitat de les actuals, que permeten multitud de serveis complementaris al mateix establiment de la comunicació (els denominats serveis de valor afegit).
- 1986: La introducció de la Xarxa Digital de Serveis Integrats (RDSI), popularitzant-se després les tècniques DSL o de banda ampla (ADSL, HDSL, etc.), que permeten la transmissió de dades a més alta velocitat.

## Tecnologia
Un telèfon està format per dos circuits que funcionen junts: el circuit de conversa, que és la part analògica, i el circuit de marcació, que s'encarrega de la marcació i trucada. Tant els senyals de veu com els de marcació i trucada (senyalització), així com l'alimentació, comparteixen el mateix parell de fils; a això de vegades se l'anomena "senyalització dins de la banda (de veu)".
La impedància característica de la línia és 600 Ω. El més peculiar és que els senyals procedents del telèfon cap a la central i els que es dirigeixen a aquest des d'ella viatgen per aquesta mateixa línia de només dos fils. Per a poder combinar en una mateixa línia dos senyals (ones electromagnètiques) que viatgin en sentits oposats i per després poder separar-los s'empra un dispositiu anomenat transformador híbrid o bobina híbrida, que no és més que un acoblador de potència (duplexor).

### Circuit de conversa

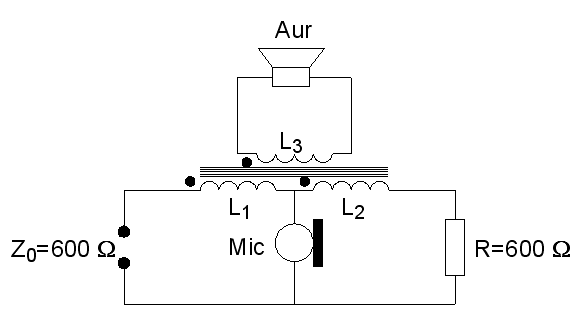
Figura 1. Circuit de conversa simplificat

El circuit de conversa és el component fonamental en la tecnologia dels telèfons clàssics. La configuració d'aquest circuit en forma d'acoblador híbrid és el que permet la transformació de quatre a dos fils, necessaris per a fer ús del micròfon i l'altaveu alhora.
Un circuit de conversa bàsic consisteix en quatre components principals: la bobina híbrida, l'auricular, el micròfon de carboni i una impedància de 600 Ω per a equilibrar l'híbrida. Aquests components es connecten segons el circuit de la figura 1. El senyal que s'origina en el micròfon es reparteix a parts iguals entre L1 i L₂. La primera va a la línia i la segona es perd en la carrega, però L1 i L₂ indueixen corrents iguals i de sentit contrari a L₃, que s'anul·len entre si, evitant que el senyal del micròfon arribi a l'auricular.

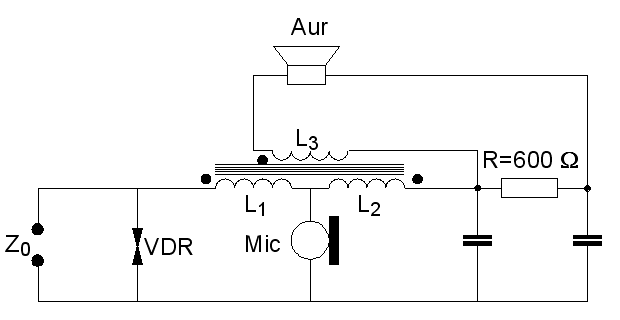
Figura 2. Circuit híbrid bàsic modificat i equipat per a la transmissió telefònica.

El senyal provinent per la línia recorre L1, que indueix un corrent igual a L₂, d'aquesta manera pel micròfon no circula senyal. No obstant això, tant L1 com L₂ indueixen a L₃ el corrent que es transmet a l'auricular.
El circuit de conversació real és quelcom més complex: s'inclou un varistor a l'entrada, per a mantenir la polarització del micròfon a un nivell constant, independentment de la distància a la central local, i connecta l'auricular a la impedància de càrrega, perquè l'usuari obtingui una petita realimentació i pugui escoltar el que diu evitant, així, que hagi d'alçar la veu per sentir-se.
S'incorpora també un varistor de xarxa (VDX) al circuit. Aquest varistor serveix per a fer l'ajust de to automàtic, independentment de les variacions en el corrent de circuit. Les variacions poden ser degudes a les diferents longituds de la línia. D'aquesta manera es compensa en certa manera que la transmissió es faci amb volums inadequats, obligant a alçar la veu o bé, just al contrari, a xiuxiuejar durant la trucada.

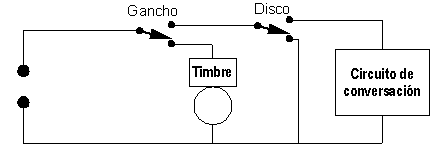
Figura 3. Telèfon complert

### Circuit de marcació
El circuit de marcació mecànic, format pel disc, quan retrocedeix, acciona un interruptor el nombre de vegades que correspon al dígit. El zero acciona 10 vegades l'interruptor. El timbre va connectat a la línia mitjançant el "ganxo", que és un commutador que s'acciona al despenjar. Una tensió alterna de 75 V de la línia fa sonar el timbre.

### Timbre o Soneria
El timbre electromecànic, que es basa en un electroimant que acciona un batall que colpeja la campana a la freqüència del corrent de trucada (20 Hz), s'ha vist substituït per generadors de trucada electrònics, que, igual que el timbre electromecànic, funcionen amb la tensió de trucada (75 V de corrent altern). Solen incorporar un oscil·lador de període entorn de 0,5 s, que commuta la sortida entre dos tons produïts per un altre oscil·lador. El circuit va connectat a un petit altaveu piezoelèctric. Resulta curiós que es busquin tons agradables per reemplaçar l'estridència del timbre electromecànic, quan aquest havia estat elegit precisament per ser molt cridaner i obligar així a atendre la trucada.

## Utilització
El 2009, es comptava amb un total de 6 mil milions d'usuaris d'aparells de telèfon al món, tenint en compte aparells mòbils i fixos convencionals. S'estimava hi havia aleshores 1,3 mil milions d'usuaris de telèfon fix i 4,6 mil milions d'usuaris de telèfon mòbil.

## Contractació de serveis de telèfon
Per tal de fer funcionar la comunicació a distància mitjançant telèfon, cal l'activació d'un determinat servei a la xarxa telefònica. Els costos resultants śon facturats als clients del telèfon mitjançant les companyies telefòniques. En aquestos contractes s'esmenten unes bases per al pagament, la duració i els serveis oferts per la companyia telefònica. És usual per a les companyies telefòniques, fer ofertes que inclouen una combinació de serveis. Els contractes de telecomunicacions són regulats per les lleis de contractació.

## Telefonia a Catalunya
Els orígens de la telefonia a Catalunya, es remunten al darrer quart del segle xix quan en 1877 es van fer a Barcelona les primeres proves amb telèfons de Bell a l'Escola Industrial, llavors a la plaça de la Universitat, a finals d’any tingué lloc la primera conversa a llarga distància entre el Castell de Montjuïc i la Ciutadella, i la primera interurbana es va realitzar el 26 de desembre de 1877 entre Barcelona i Girona, a càrrec de l'enginyer Narcís Xifra i Masmitjà. Al començar el segle xx, l'estat havia deixat en mans de la iniciativa privada la construcció de les línies de telèfon. Per això les empreses concessionàries només van construir les línies que creien rendibles. A Catalunya hi havia dues companyies: la Companyia Telefònica del Vallès i la Companyia Peninsular de Telèfons.
Va ser la Mancomunitat de Prat de la Riba que amb una gran visió de futur, va veure que es tractava d'un servei públic que podia vertebrar el país, i donà l'impuls que permeté la connexió de més de quatre-centes poblacions de Catalunya.
Malauradament la dictadura de Primo de Rivera en abolir la Mancomunitat, interromp la tasca iniciada, abocant un altre cop el país a un retard, i la xarxa interurbana catalana, no es completarà fins a molt anys després, passada la Guerra Civil espanyola després de la nacionalització del servei de telefonia en la Compañía Telefónica Nacional de España (CTNE) que assumí el monopoli.

## Patents
- US 174,465 Telegraphy (Primera patent del telèfon de Bell) -- Alexander Graham Bell a l'USPTO (anglès)
- US 186,787 -- Electric Telegraphy (recibicor d'imants permanents) -- Alexander Graham Bell a l'USPTO (anglès)
- US 474,230 -- Speaking Telegraph (transmissor de grafit) -- Thomas Edison a l'USPTO (anglès)
- US 203,016 -- Speaking Telephone (transmissor de botó de carboni) -- Thomas Edison a l'USPTO (anglès)
- US 222,390 -- Carbon Telephone (transmissor de grànuls de carboni) -- Thomas Edison a l'USPTO (anglès)
- US 485,311 -- Telephone (transmissor de carbó negre sòlid) -- Anthony C. White (Enginyer de Bell) Aquest disseny es va fer servir fins al 1925 i es mantingué instal·lat en tota la flota de telèfons fabricats fins als anys 1940. a l'USPTO (anglès)
- US 3,449,750 -- Duplex Radio Communication and Signalling Appartus -- G. H. Sweigert a l'USPTO (anglès)
- US 3,663,762 -- Cellular Mobile Communication System -- Amos Edward Joel (Bell Labs) a l'USPTO (anglès)
- US 3,906,166 -- Radio Telephone System (DynaTAC cell phone) -- Martin Cooper et al. (Motorola) a l'USPTO (anglès)